# Étendard de la Résurrection

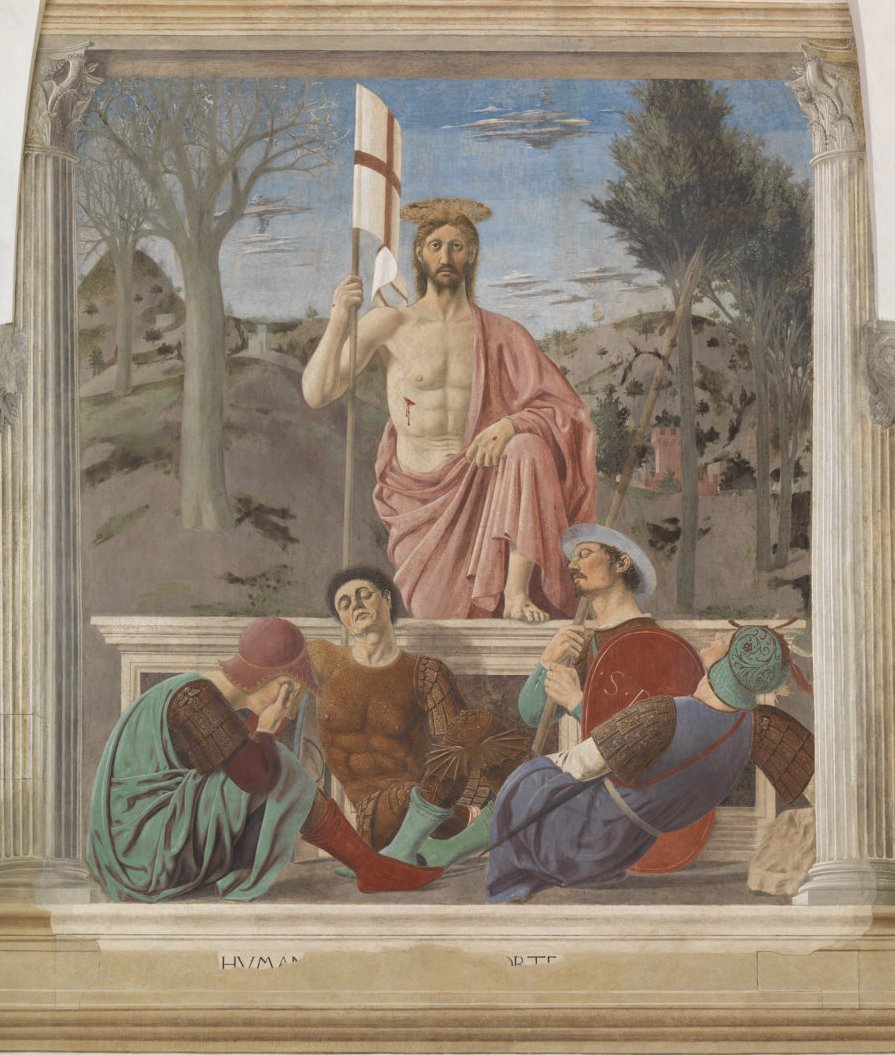
La Résurrection, par Piero della Francesca (1463-1465).

L'étendard de la Résurrection est un étendard qui est souvent représenté dans l'art chrétien en tant qu'attribut de Jésus-Christ revenu des morts et donc symbole de sa Résurrection. Bannière blanche frappée d'une croix rouge, ou plus rarement rouge frappée d'une croix blanche, symbole de sa victoire sur la mort. Il apparaît dans des chefs-d'œuvre de la peinture chrétienne, par exemple La Résurrection de Piero della Francesca ou La Résurrection du Christ de Giovanni Bellini, pendant la Renaissance italienne. Outre le Sauveur, saints et anges en sont parfois les porteurs, ainsi dans le diptyque de Wilton, d'un maître anonyme à la fin du XIVe siècle ou encore plus récemment (1965) de Léonard Tsuguharu Foujita.

## Galerie de peintures

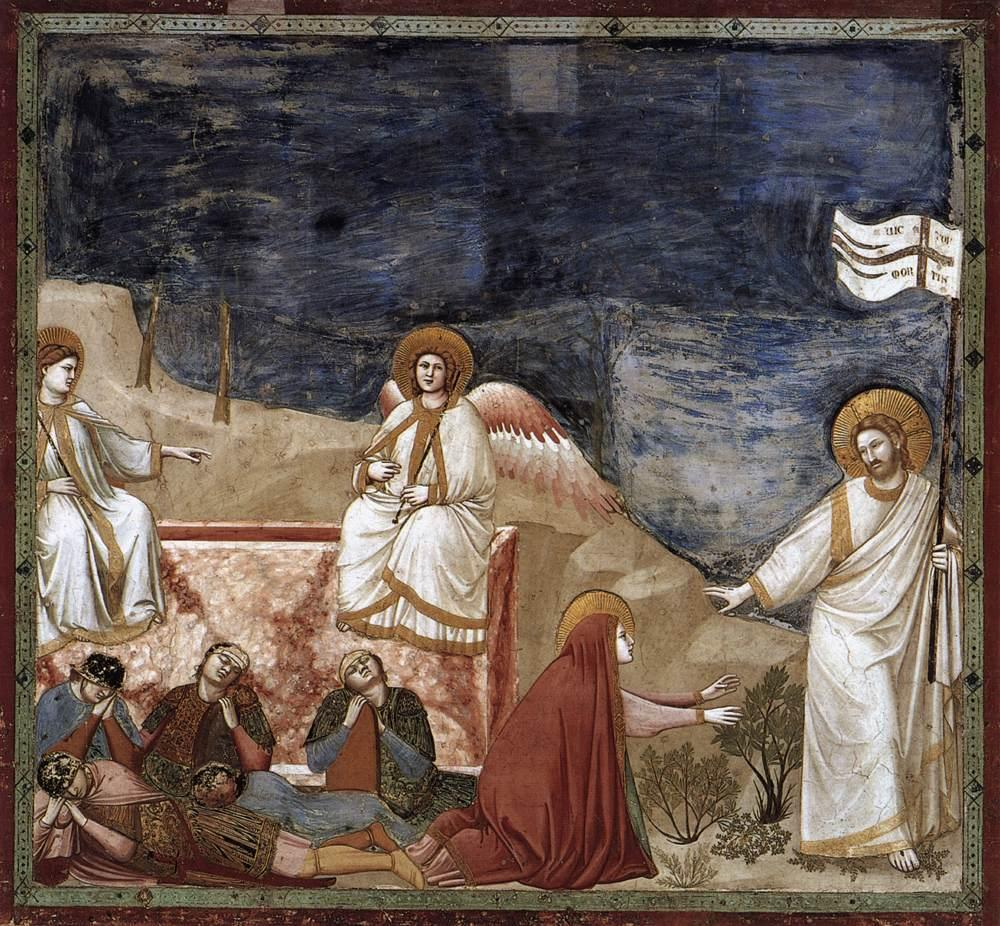
Noli me tangere, par Giotto di Bondone (vers 1303-1305).
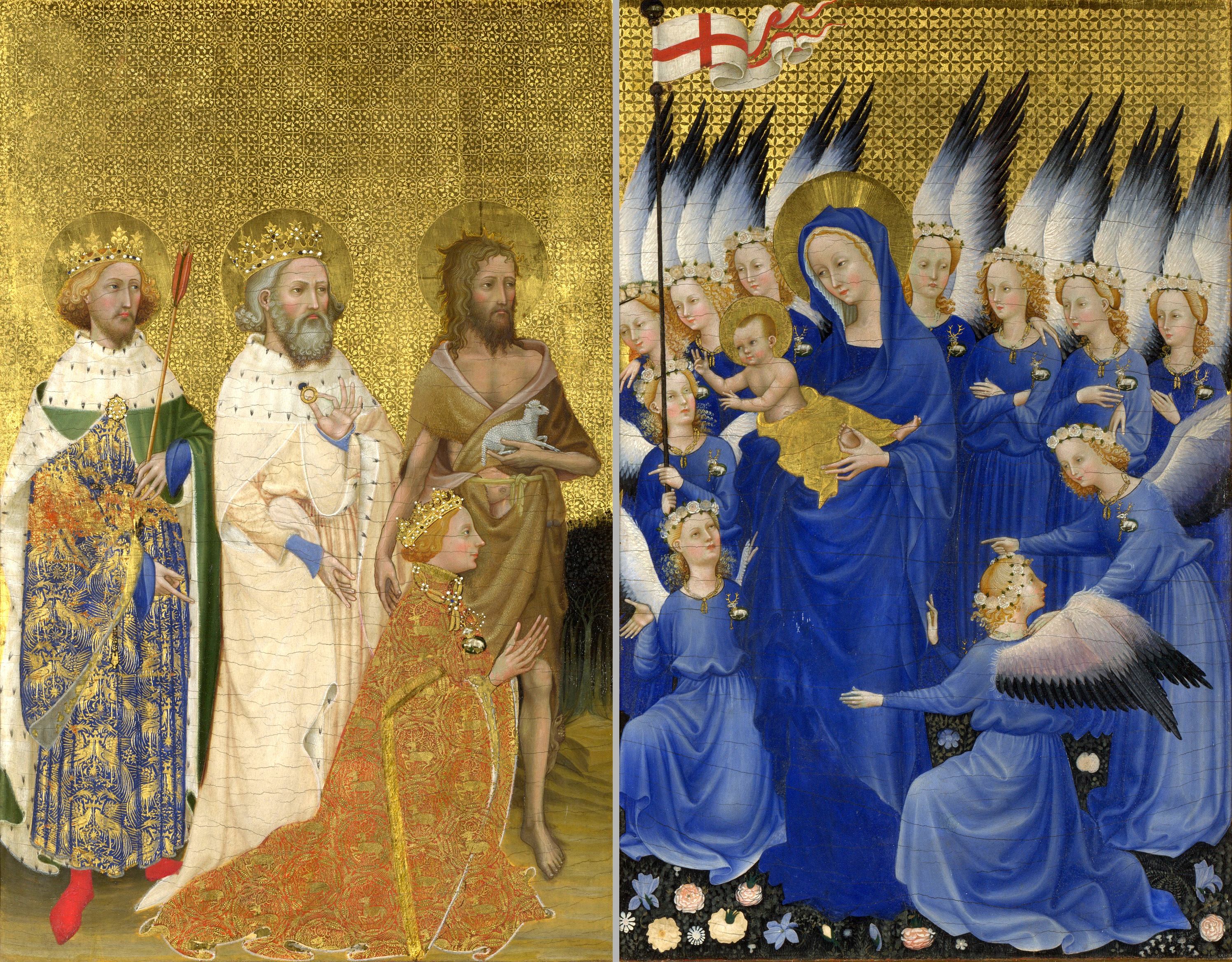
Diptyque de Wilton, par un maître anonyme (vers 1395-1399).
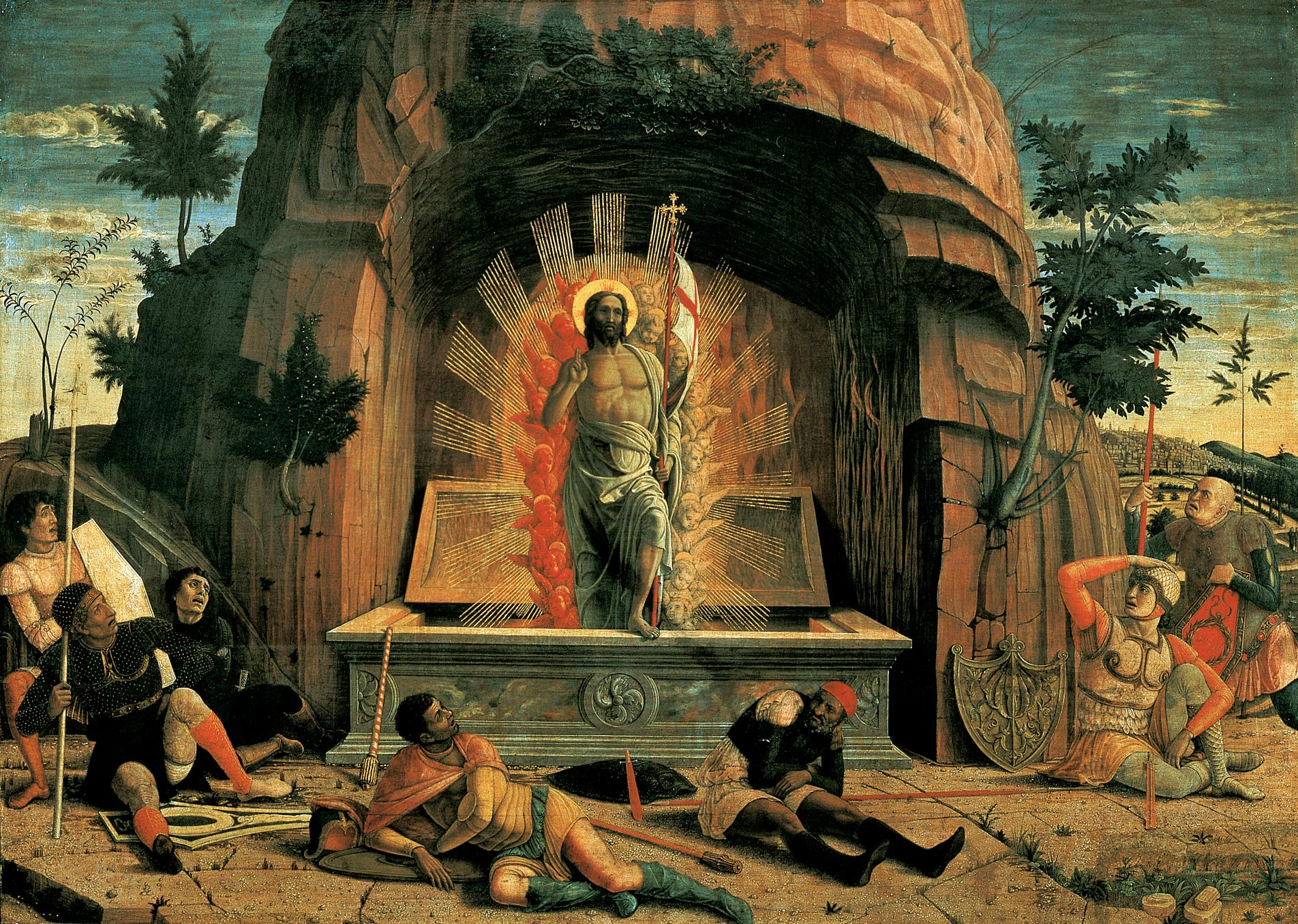
La Résurrection, par Andrea Mantegna (1459).
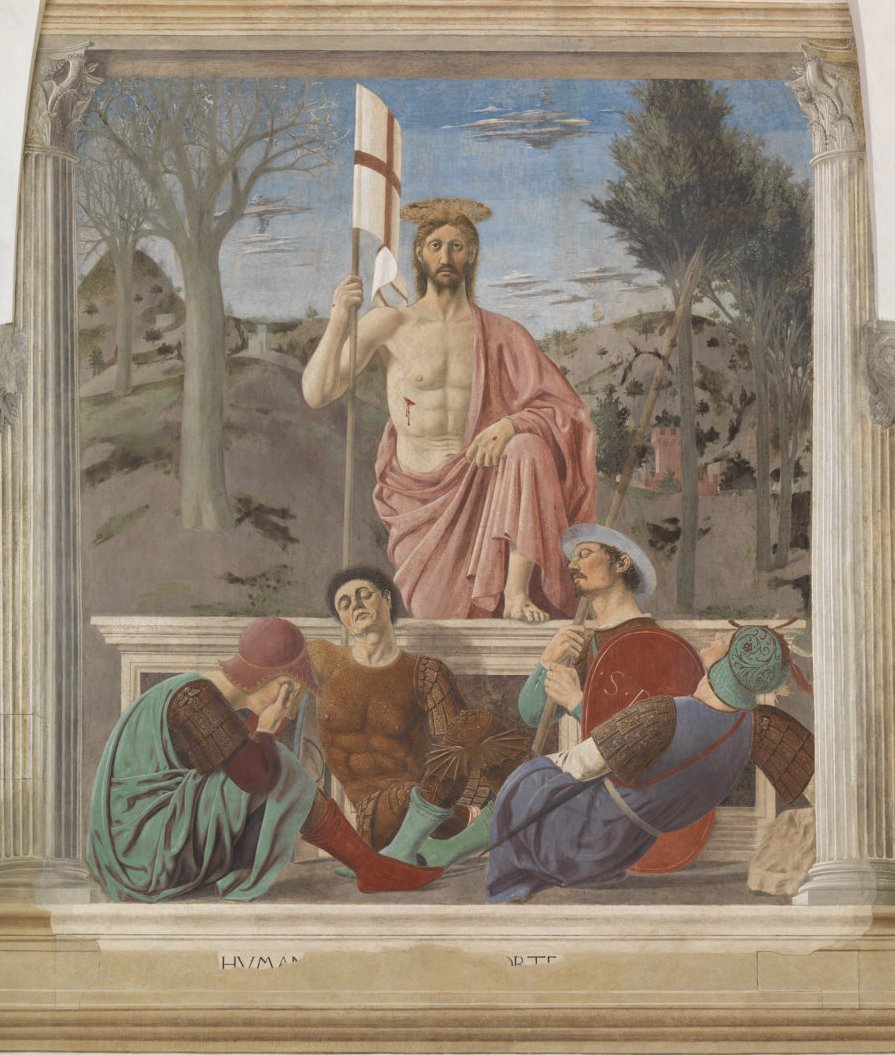
La Résurrection, par Piero della Francesca (1463-1465).
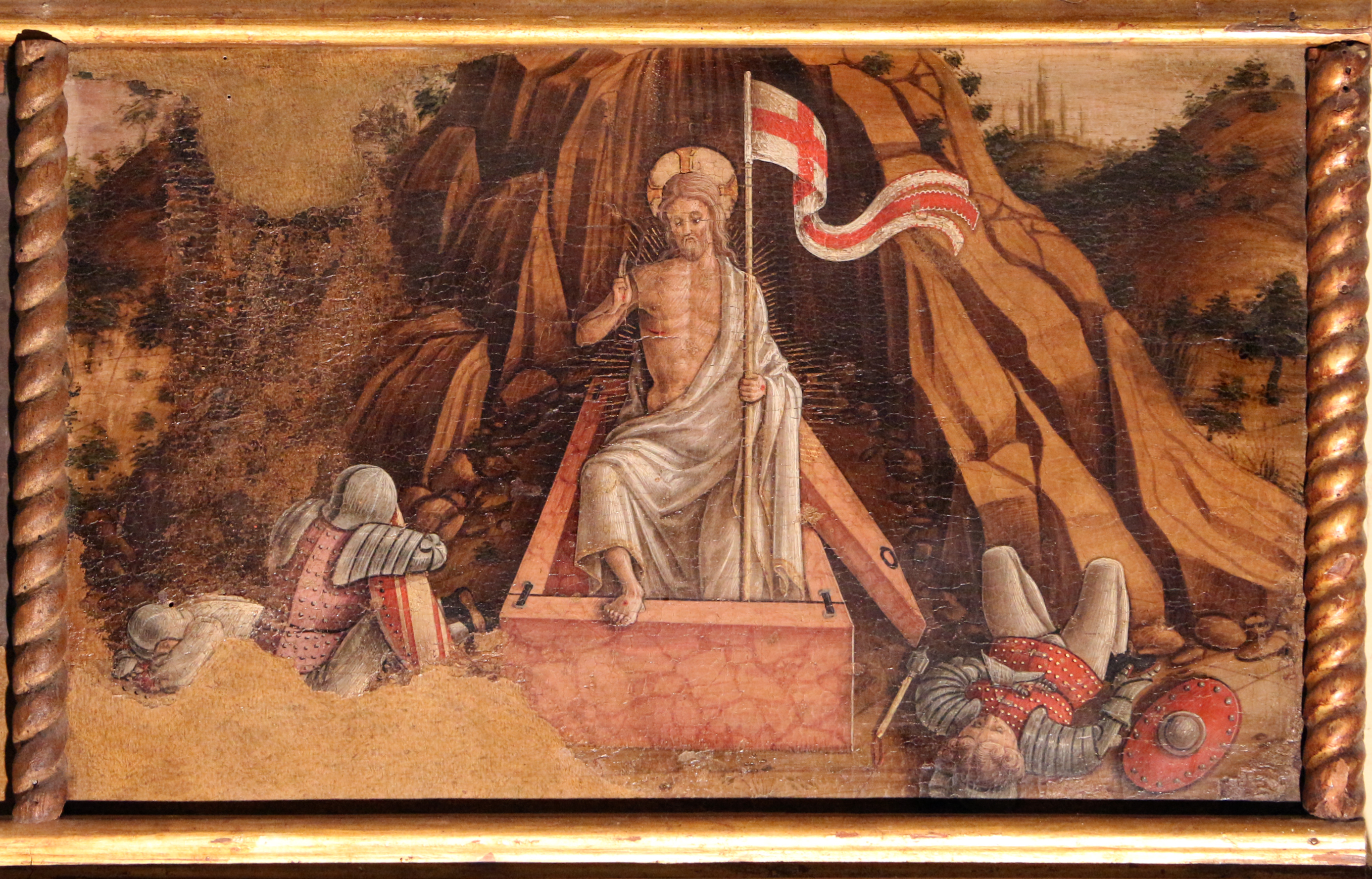
Polyptyque de Massa Fermana, par Carlo Crivelli (1468).
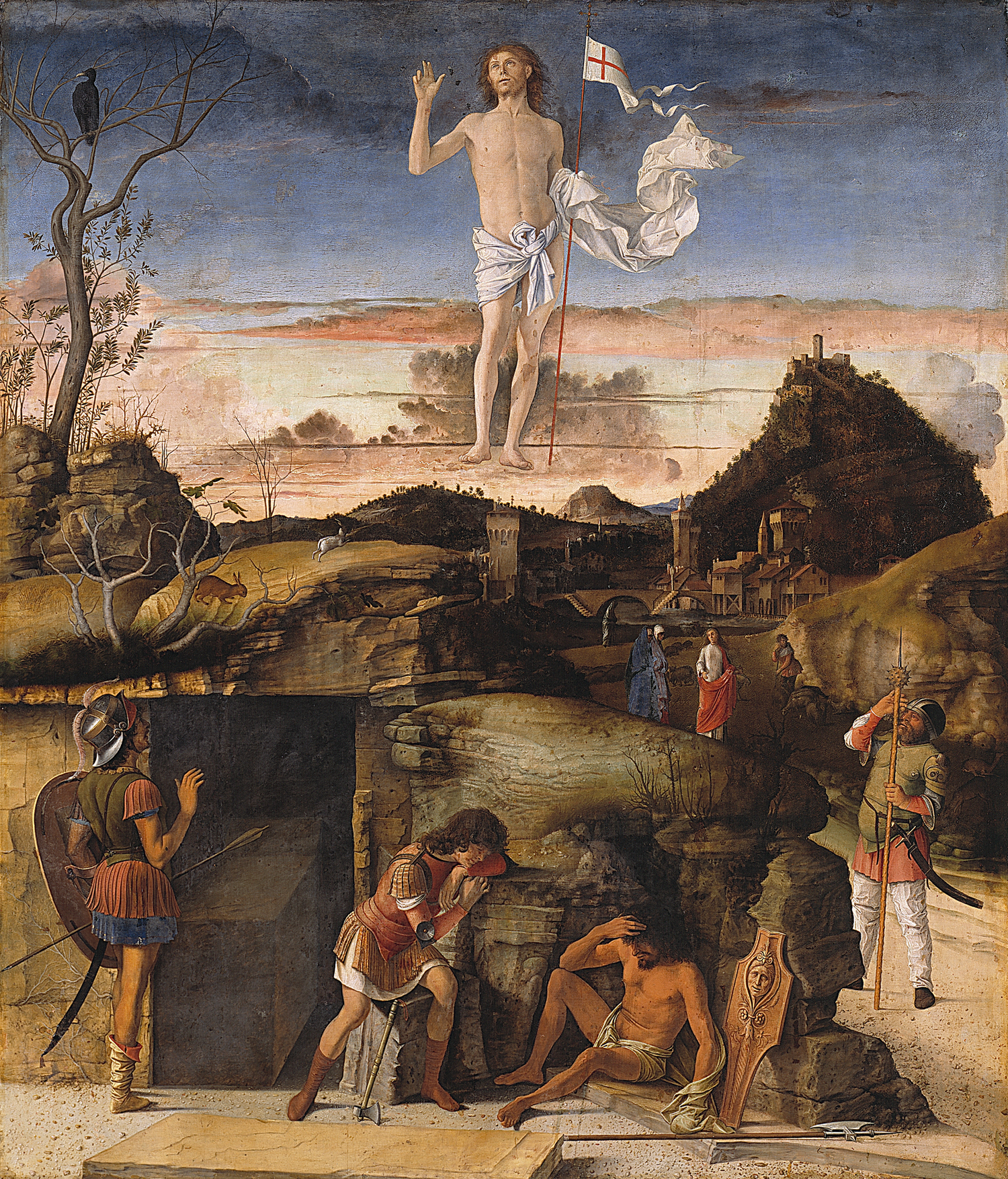
La Résurrection du Christ, par Giovanni Bellini (1475-1479).
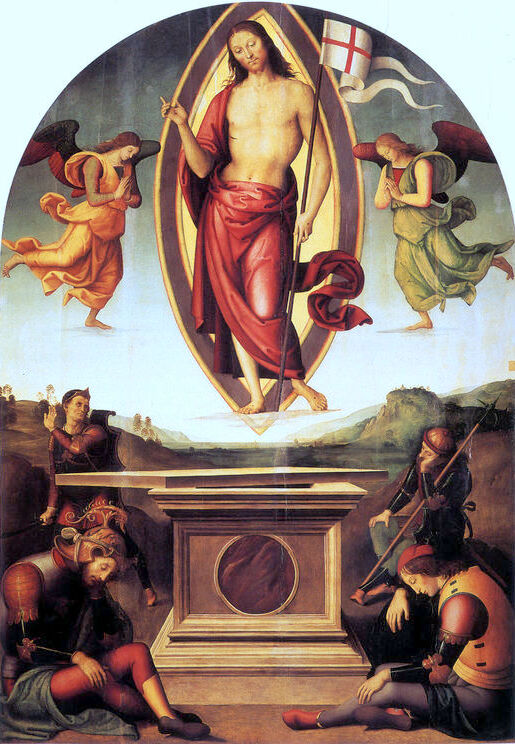
La Résurrection de San Francesco al Prato, par Le Pérugin (vers 1499).
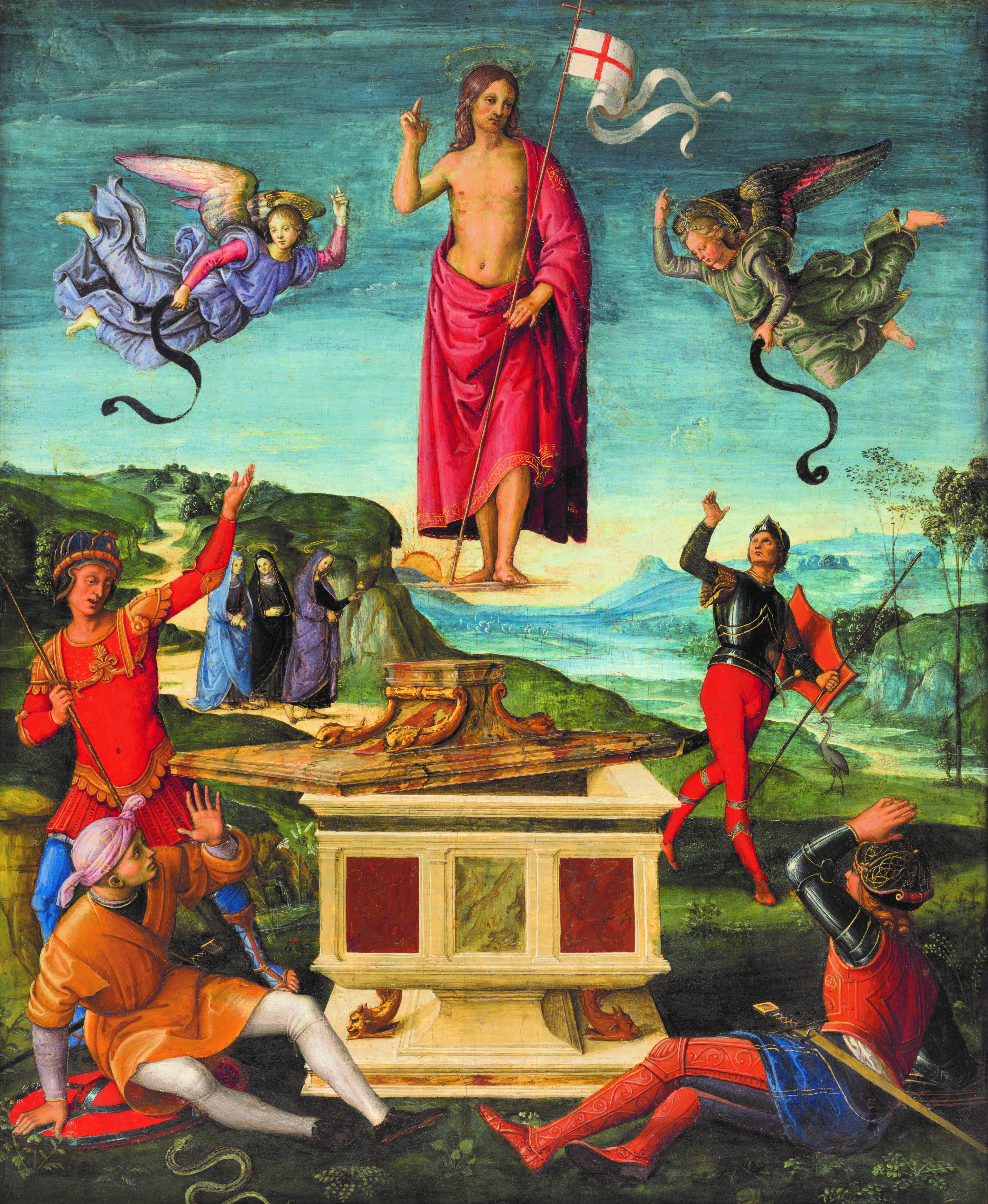
La Résurrection du Christ, par Raphaël (vers 1501-1502).
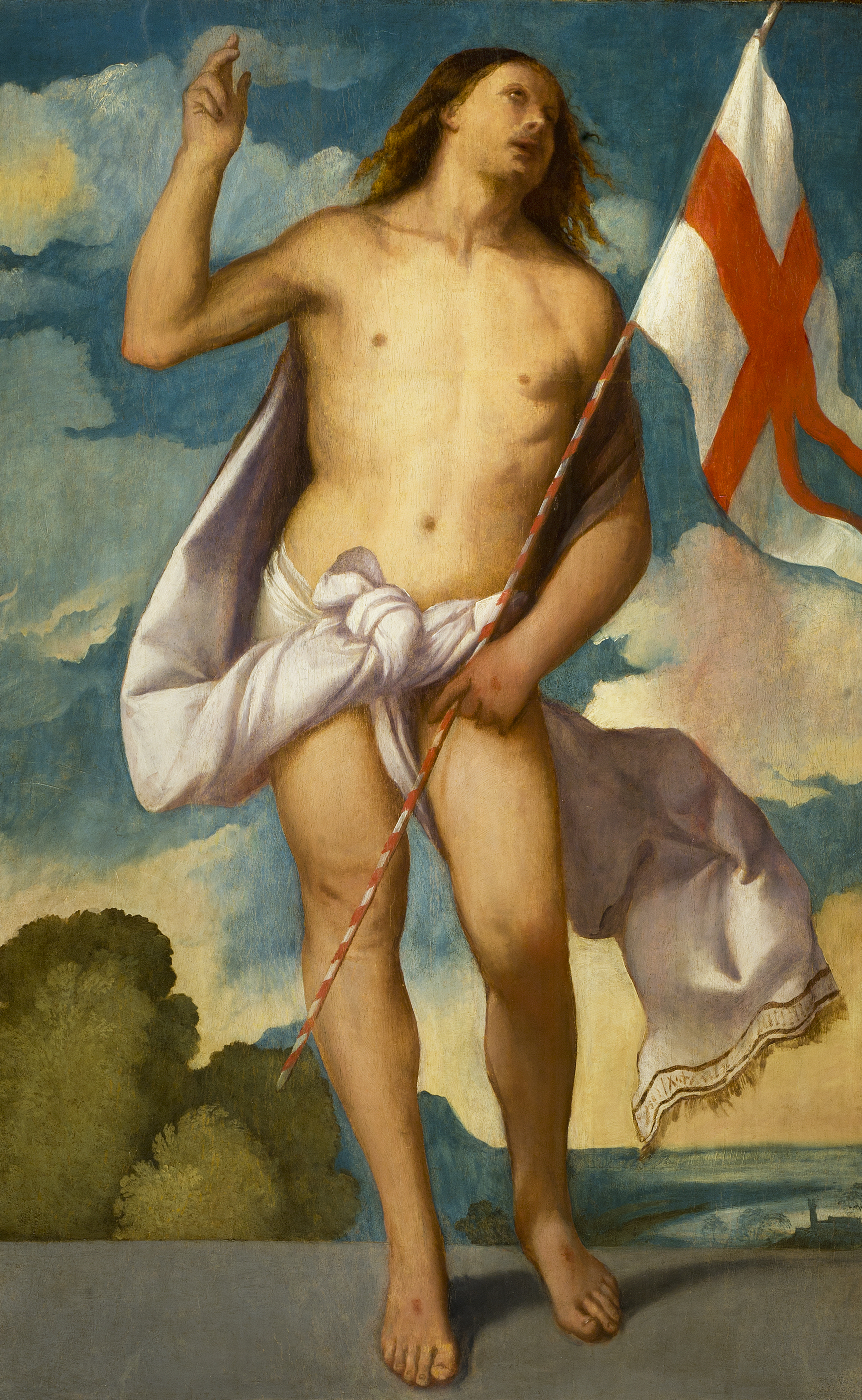
Christ ressuscité, par Titien (1511-1512).
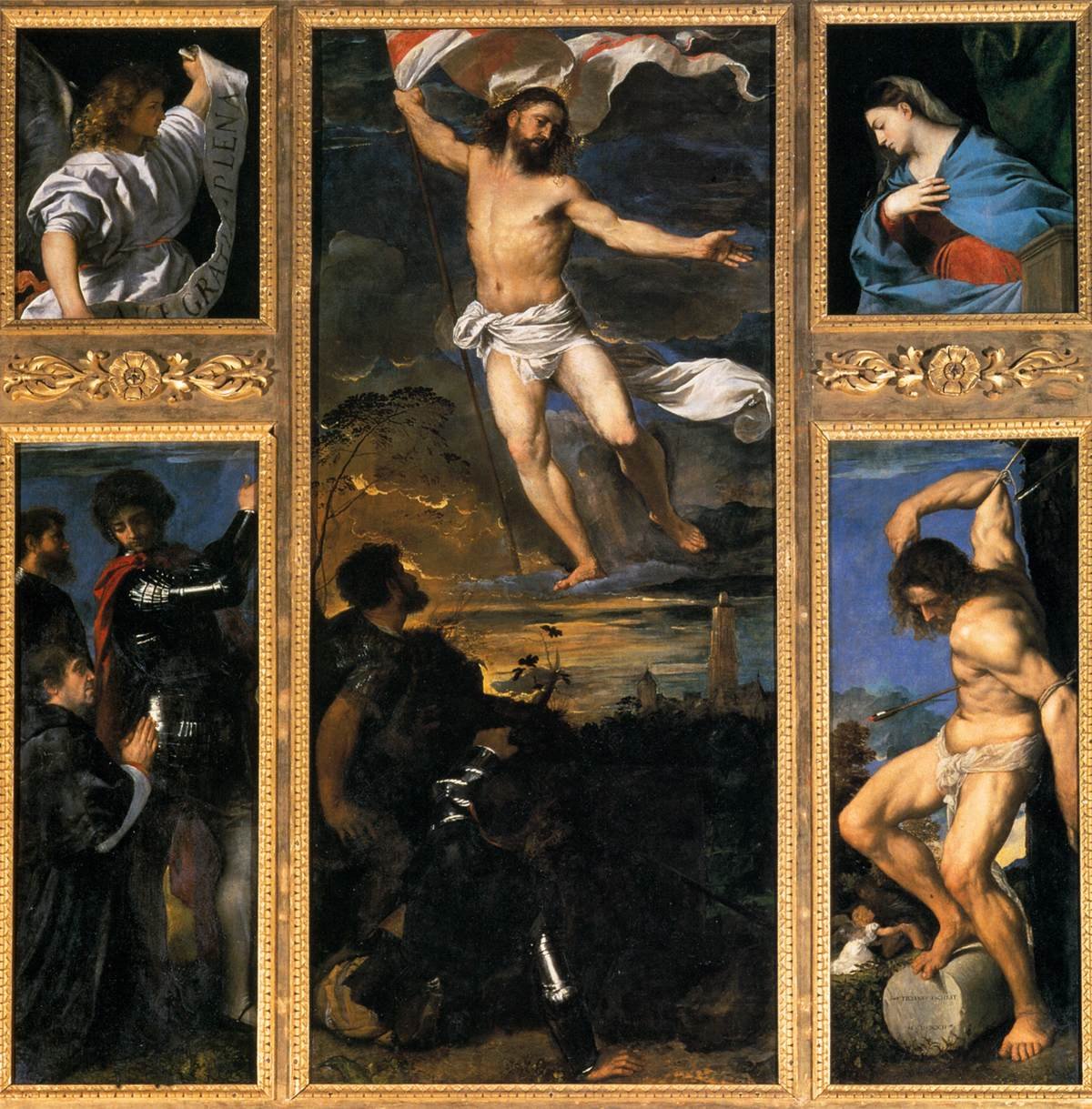
Polyptyque Averoldi, par Titien (1520-1522).
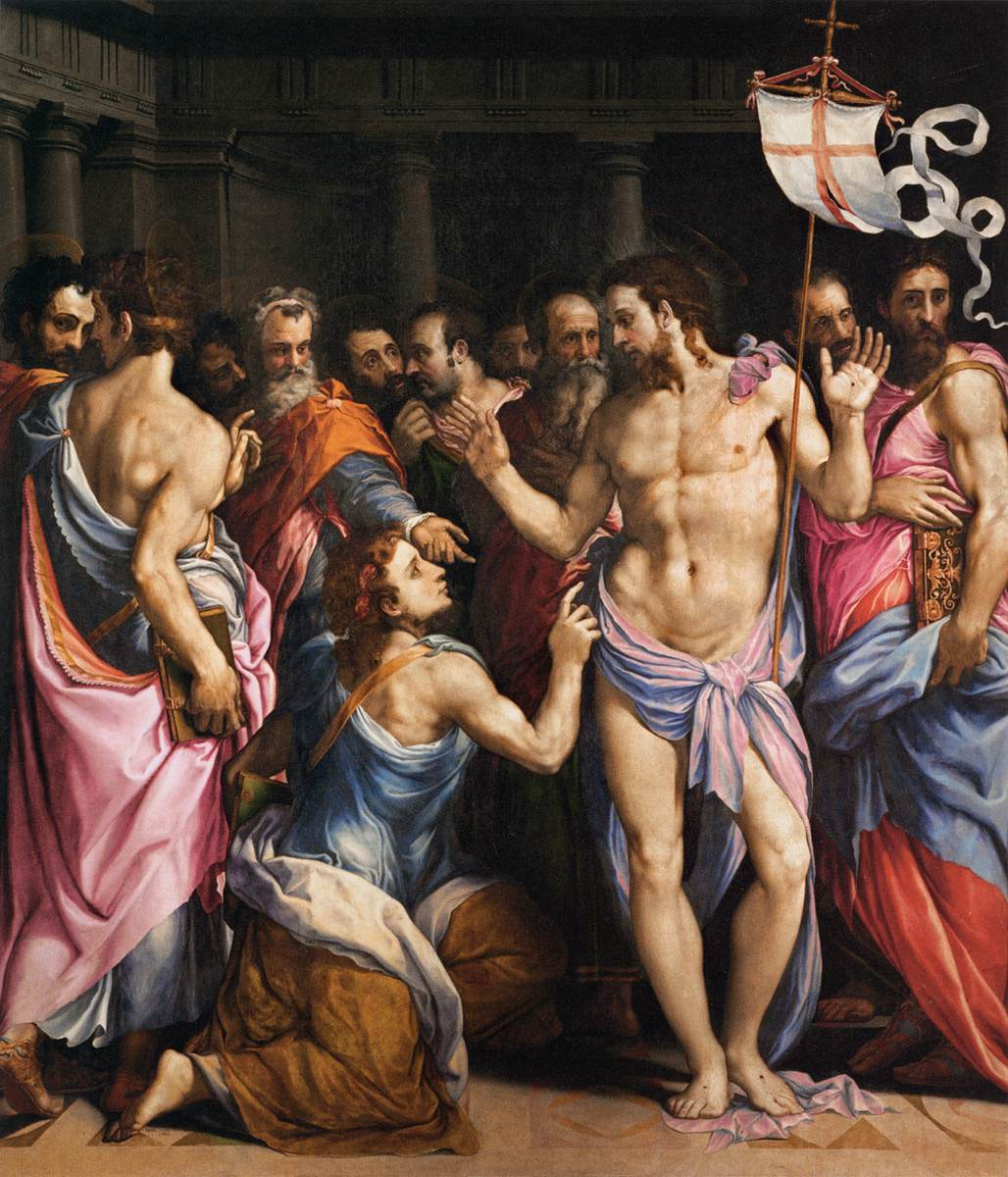
L'Incrédulité de saint Thomas, par Francesco Salviati (1543-1547).
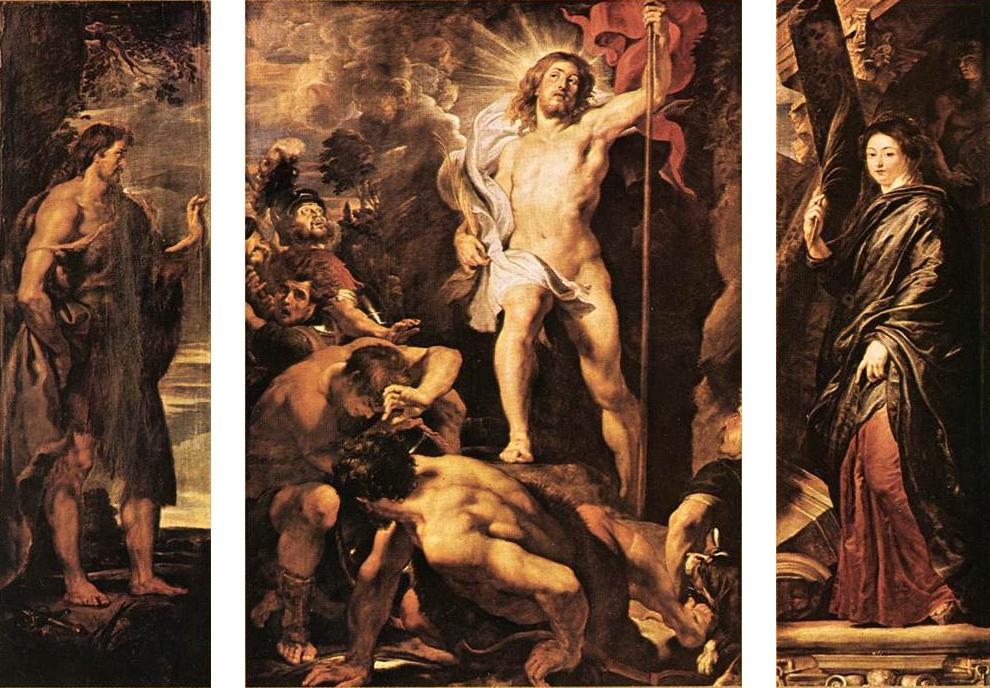
Résurrection, par Pierre Paul Rubens (1611-1612).